# Giordano (nome)
Giordano  è un nome proprio di persona italiano maschile.

## Varianti
- Femminili: Giordana

### Varianti in altre lingue
- Bulgaro: Йордан (Jordan)[3]
  - Femminili: Йордана (Jordana)[3], Йорданка (Jordanka)[3]
  - Ipocoristici femminili: Дана (Dana)[4]
- Catalano: Jordà
- Ceco: Jordán
- Ebraico: יַרְדֵן (Yarden)[5]
  - Femminili: יַרְדֵן (Yarden)[5], יַרְדֵנָה (Yardena)[5]
- Francese: Jourdain[1]
- Inglese: Jordan[1], Jordon[1]
  - Ipocoristici: Judd[1]
  - Femminili: Jordana[6], Jordyn[6], Jordan
- Irlandese: Iordàin
- Latino: Iordanus[2], Jordanus[7]

- Macedone
  - Femminili: Јордана (Jordana)[6]
  - Ipocoristici femminili: Дана (Dana)[4]
- Olandese: Jordaan[1]
  - Ipocoristici: Joord[1]
- Polacco: Jordan
- Portoghese: Jordão[1]
  - Femminili: Jordana[6]
- Rumeno: Iordan
- Russo: Иордан (Iordan)
- Serbo: Jordan
- Sloveno: Jordan
- Spagnolo: Jordán[1]
  - Femminili: Jordana[6]
- Tedesco: Jordan
  - Femminili:Jordana
- Ungherese: Jordán

## Origine e diffusione

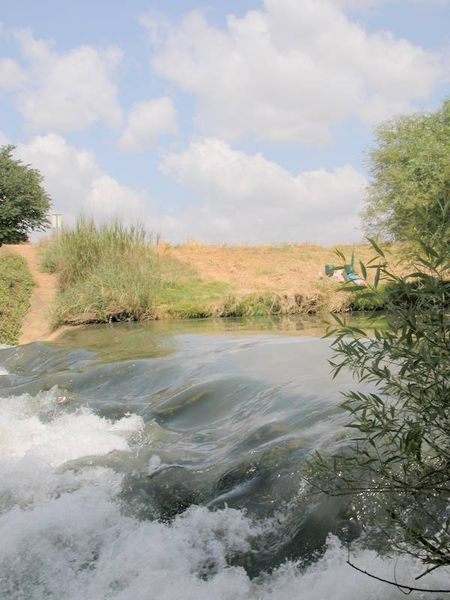
Il fiume Giordano

Riprende il nome del fiume Giordano, ed è quindi ascrivibile a quella cerchia di nomi ispirati all'ambito fluviale, come ad esempio Nilo, Eridano, Volturno, Sabrina, Shannon e Clyde. Etimologicamente parlando, deriva dall'ebraico יַרְדֵן (Yarden), basato su יָרַד (yarad, "scendere", "fluire"); il significato è quindi "che scorre", "che fluisce". Altre fonti lo considerano composto da due elementi, jehor (o yor, jor, "ruscello") e Dan, un'antica città biblica (oggi Tel Dan), quindi "che scorre presso Dan".
Nel racconto del Nuovo Testamento, il Giordano è il fiume dove avviene il battesimo di Gesù ad opera di Giovanni il Battista. Il suo uso come nome proprio di persona ebbe inizio negli ambienti cristiani al tempo delle crociate, allorché i crociati portarono in patria ampolle dell'acqua del Giordano per battezzare i loro figli. Potrebbe aver subìto l'influenza del nome germanico Jordanes, derivato dal termine norreno jördh, "terra", che venne portato dallo storico bizantino Giordane.
Almeno per quanto riguarda l'Inghilterra, l'uso del nome terminò dopo il Medioevo; venne ripreso nel XIX secolo, raggiungendo anche una notevole diffusione degli Stati Uniti nella seconda metà del XX secolo.

## Onomastico
Più santi e beati hanno portato questo nome, quindi l'onomastico si può festeggiare in una delle date seguenti:
- 13 febbraio, beato Giordano di Sassonia, frate domenicano[7][9][11]
- 7 agosto, beato Giordano Forzatè, abate benedettino padovano[7][11]
- 19 agosto, beato Giordano da Pisa (o "da Rivalta"), frate domenicano[11]
- 15 settembre, beato Giordano di Pulsano, abate in Puglia[7][11]
- 17 novembre, san Giordano Ansalone, frate domenicano, martire a Nagasaki[11]

## Persone

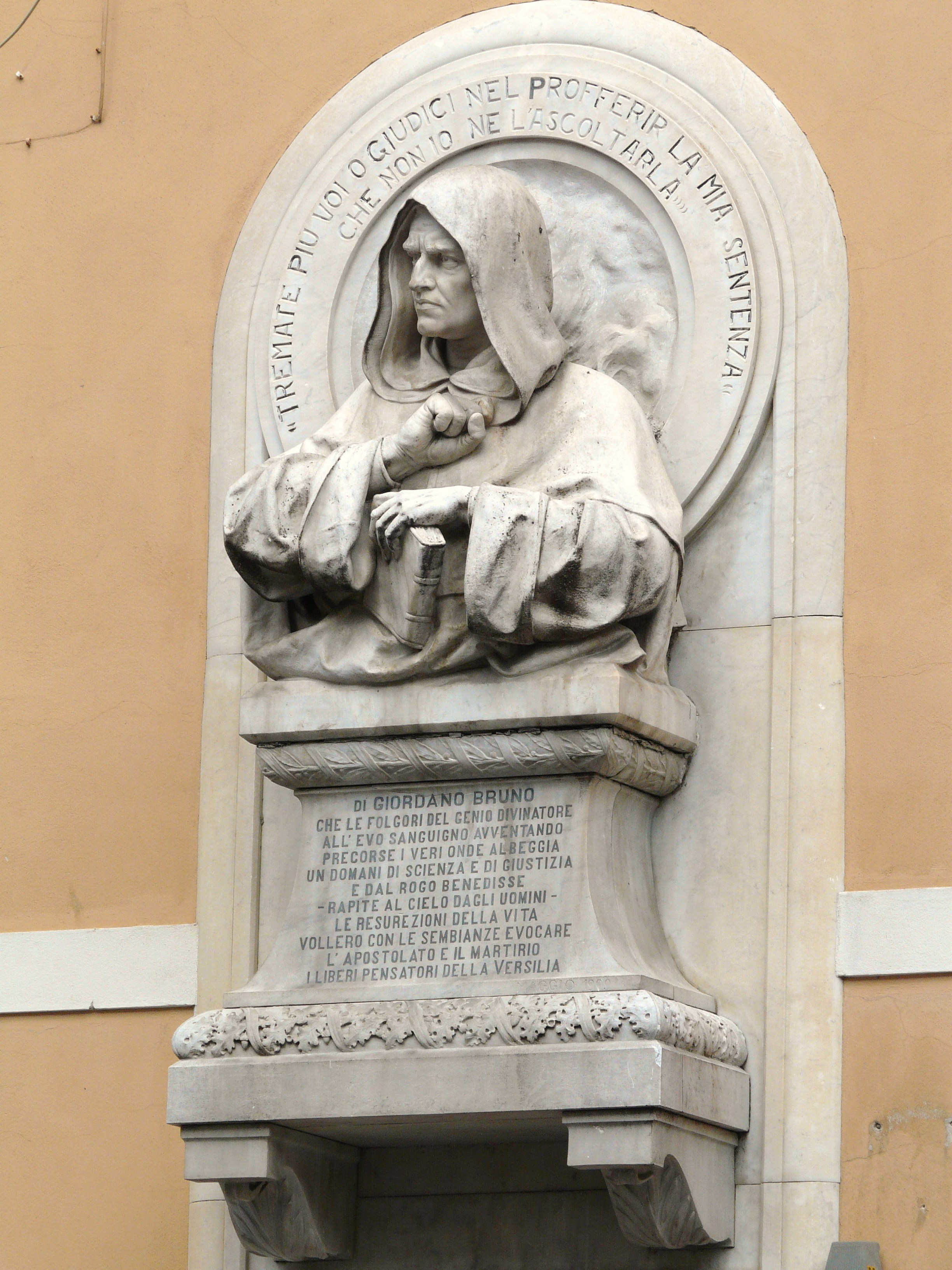
Giordano Bruno

- Giordano d'Altavilla, condottiero normanno
- Giordano Berti, scrittore italiano
- Giordano Bruno, filosofo, scrittore e religioso italiano
- Giordano Caini, calciatore e allenatore di calcio italiano
- Giordano Cavestro, partigiano italiano
- Giordano Dell'Amore, economista, banchiere e politico italiano
- Giordano Gambogi, cantante, musicista e compositore italiano
- Giordano Bruno Lattuada, pittore italiano
- Giordano Negretti, calciatore e allenatore di calcio italiano
- Giordano Ottolini, militare italiano
- Giordano Riccati, fisico, architetto, matematico e teorico della musica italiano

### Variante Jordan

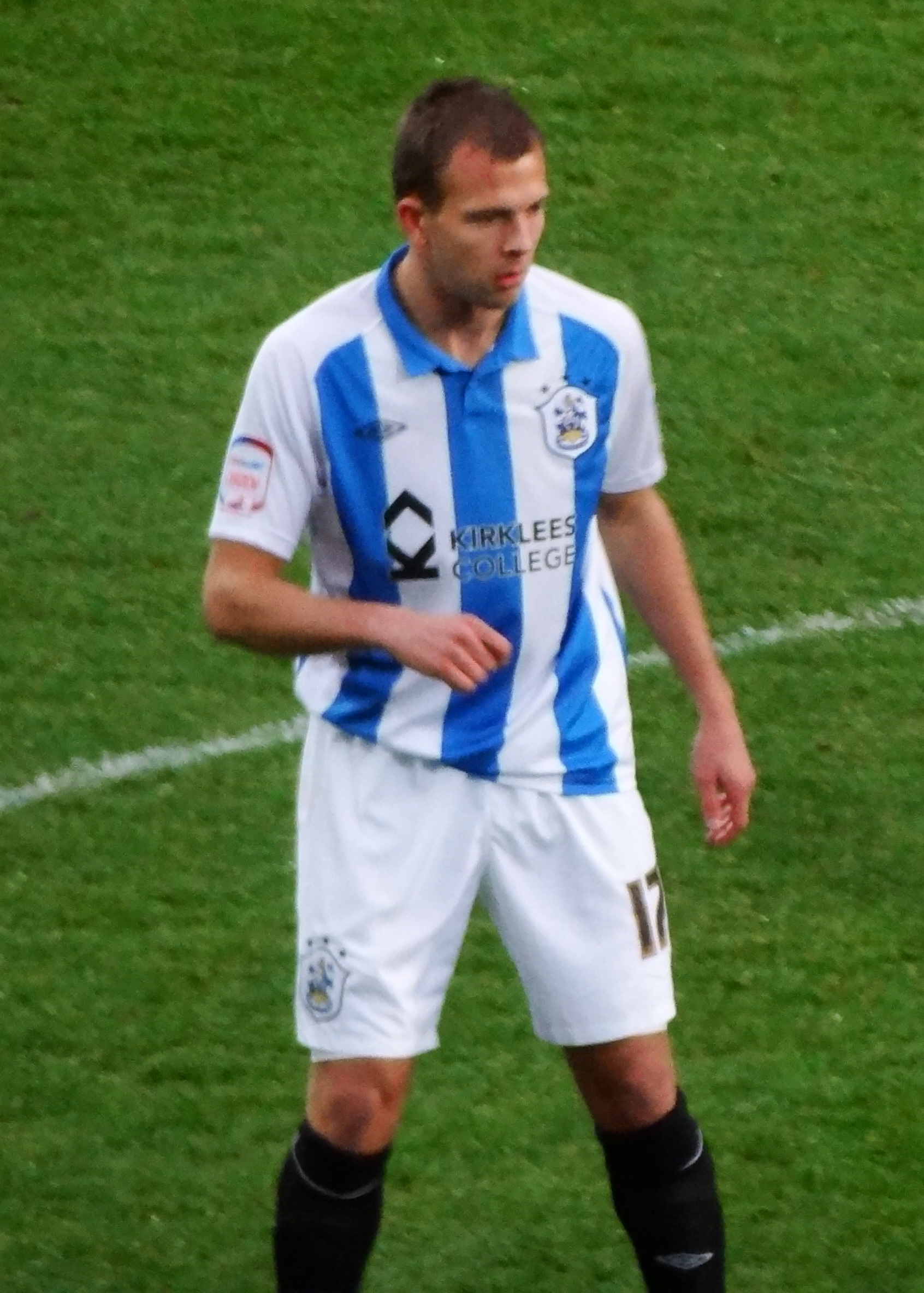
Jordan Rhodes

- Jordan de l'Isla de Venessi, trovatore francese
- Jordan IV de L'Isle-Jourdain, trovatore francese
- Jordan Belfort, scrittore, imprenditore e criminale statunitense
- Jordan Bonel, trovatore francese
- Jordan Chan, cantante, attore e ballerino cinese
- Jordan Farmar, cestista statunitense
- Jordan Galland, regista, musicista e scrittore statunitense
- Jordan Henderson, calciatore britannico
- Jordan Kerr, tennista australiano
- Jordan Lečkov, calciatore bulgaro
- Jordan Rhodes, calciatore scozzese
- Jordan Romero, alpinista statunitense
- Jordan Rudess, tastierista statunitense

### Variante Judd

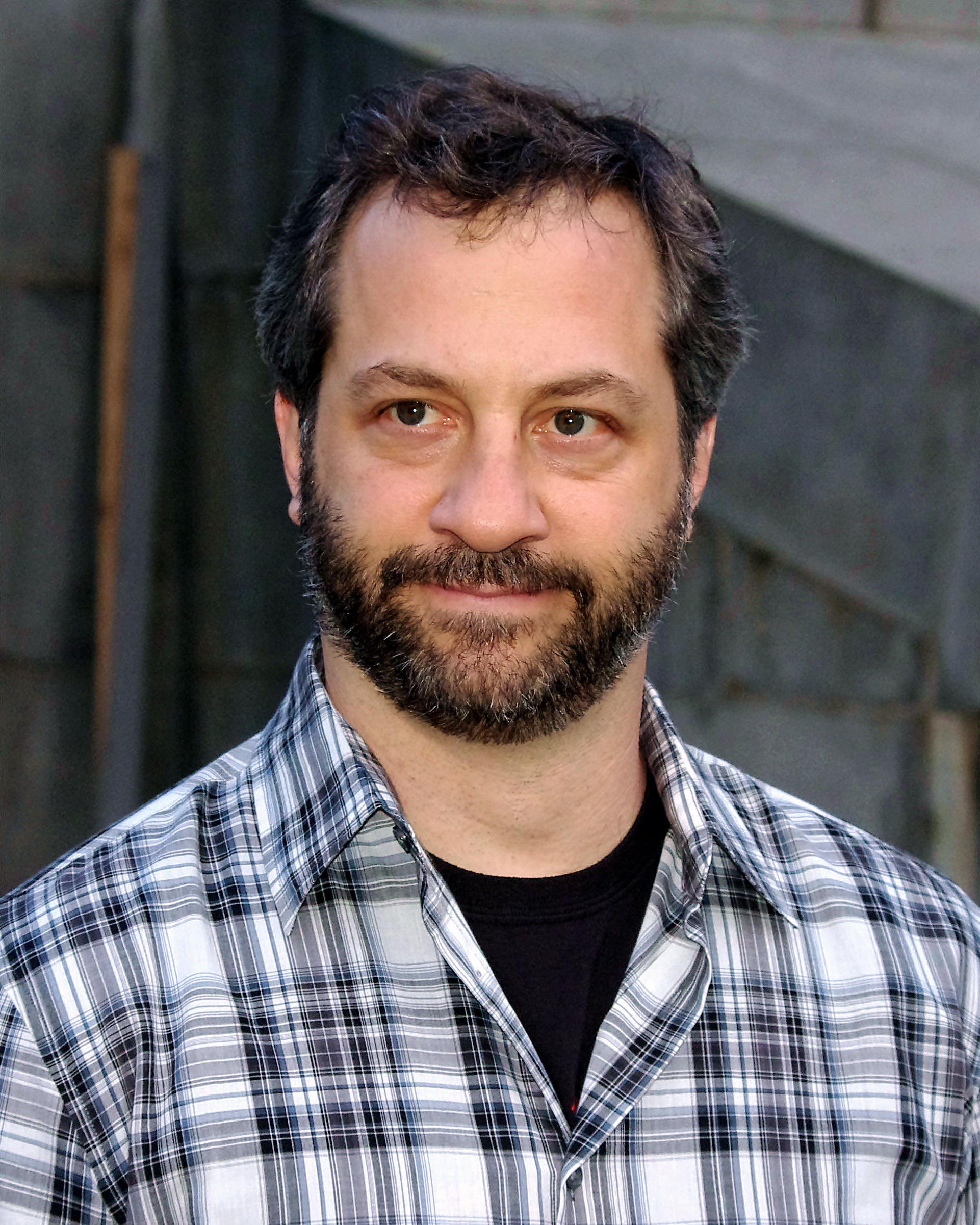
Judd Apatow

- Judd Apatow, produttore cinematografico, sceneggiatore e regista statunitense
- Judd Flavell, cestista e allenatore di pallacanestro neozelandese
- Judd Hirsch, attore statunitense
- Judd Marmor, psichiatra statunitense
- Judd Nelson, attore statunitense
- Judd Trump, giocatore di snooker britannico

### Variante femminile Jordan
- Jordan Adams, cestista canadese

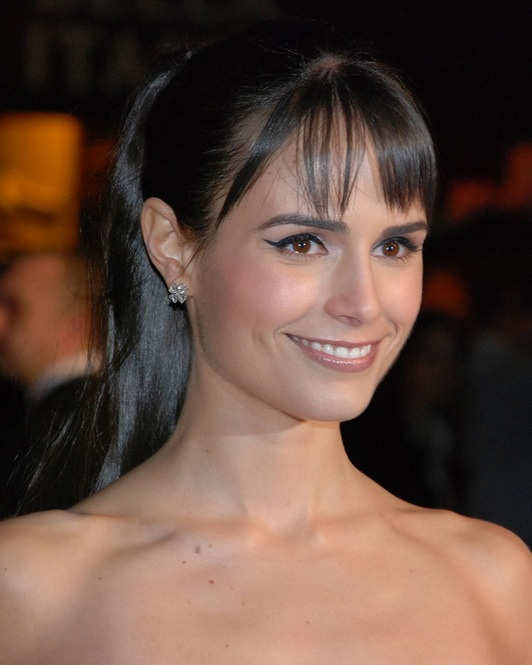
Jordana Brewster

- Jordan Hinson, attrice statunitense
- Jordan Ladd, attrice statunitense
- Jordan Larson, pallavolista statunitense
- Jordan Monroe, modella statunitense
- Jordan Pruitt, cantante e compositrice statunitense
- Jordan Todosey, attrice canadese

### Altre varianti femminili
- Jordanka Blagojeva, atleta bulgara
- Jordana Brewster, attrice statunitense
- Jordyn Colemon, attrice statunitense
- Jordanka Donkova, atleta bulgara
- Jordyn Wieber, ginnasta statunitense

## Il nome nelle arti
- Jordan è un personaggio della serie Rat-Man.
- Jordan Cavanaugh è un personaggio della serie televisiva Crossing Jordan.
- Jordan Chase è un personaggio della serie televisiva Dexter.
- Jordan Parrish è un personaggio della serie televisiva Teen Wolf.
- Jordan Sullivan è un personaggio della serie televisiva Scrubs - Medici ai primi ferri.

## Toponimi
- Giordano Bruno è un cratere lunare situato nel lato nascosto della Luna, che prende il nome dall'omonimo personaggio storico.